# Xeuilley
Xeuilley [ɡzœjɛ] est une commune française située dans le département de Meurthe-et-Moselle, en région Grand Est.

## Géographie

### Localisation
Xeuilley est une commune rurale située en Meurthe-et-Moselle. Le village est bâti sur une colline et arrosée par le Madon ; elle est à la frontière du pays du Saintois mais appartient à la communauté de communes Moselle & Madon (Neuves-Maisons).
| Maizières | Bainville-sur-Madon |             |
|           | Xeuilley            | Frolois     |
| Thélod    | Houdelmont          | Pierreville |

### Voies de communication et transports
Xeuilley est la frontière entre le secteur qualifié de rural et d'urbain, la commune se retrouve donc desservie par des axes routiers et par des lignes de transports en commun.

#### Voies de communication
- D 331, jonction autoroutière avec l'A330 vers Nancy.

#### Transport
- Réseau Ted' (cars), conseil général de Meurthe-et-Moselle, lignes R580 ;
- Transport en Moselle et Madon (bus), communauté de communes Moselle et Madon, ligne D (Thélod - Neuves-Maisons), 6 allers-retours en moyenne, et ligne E (Pulligny - Neuves-Maisons). Ce service est gratuit.

La ligne ferroviaire est abandonnée après le village. Le service fret pour l'usine est toujours actif mais la gare voyageurs est fermée depuis 2016.

### Hydrographie
La commune est dans le bassin versant du Rhin au sein du bassin Rhin-Meuse. Elle est drainée par le Madon, le ruisseau d'Athenay, le ruisseau de Lace, le ruisseau de Rouau et le ruisseau de Rousse,.
Le Madon, d'une longueur de 97 km, prend sa source dans la commune de Vioménil et se jette  dans la Moselle à Pont-Saint-Vincent, après avoir traversé 47 communes. 

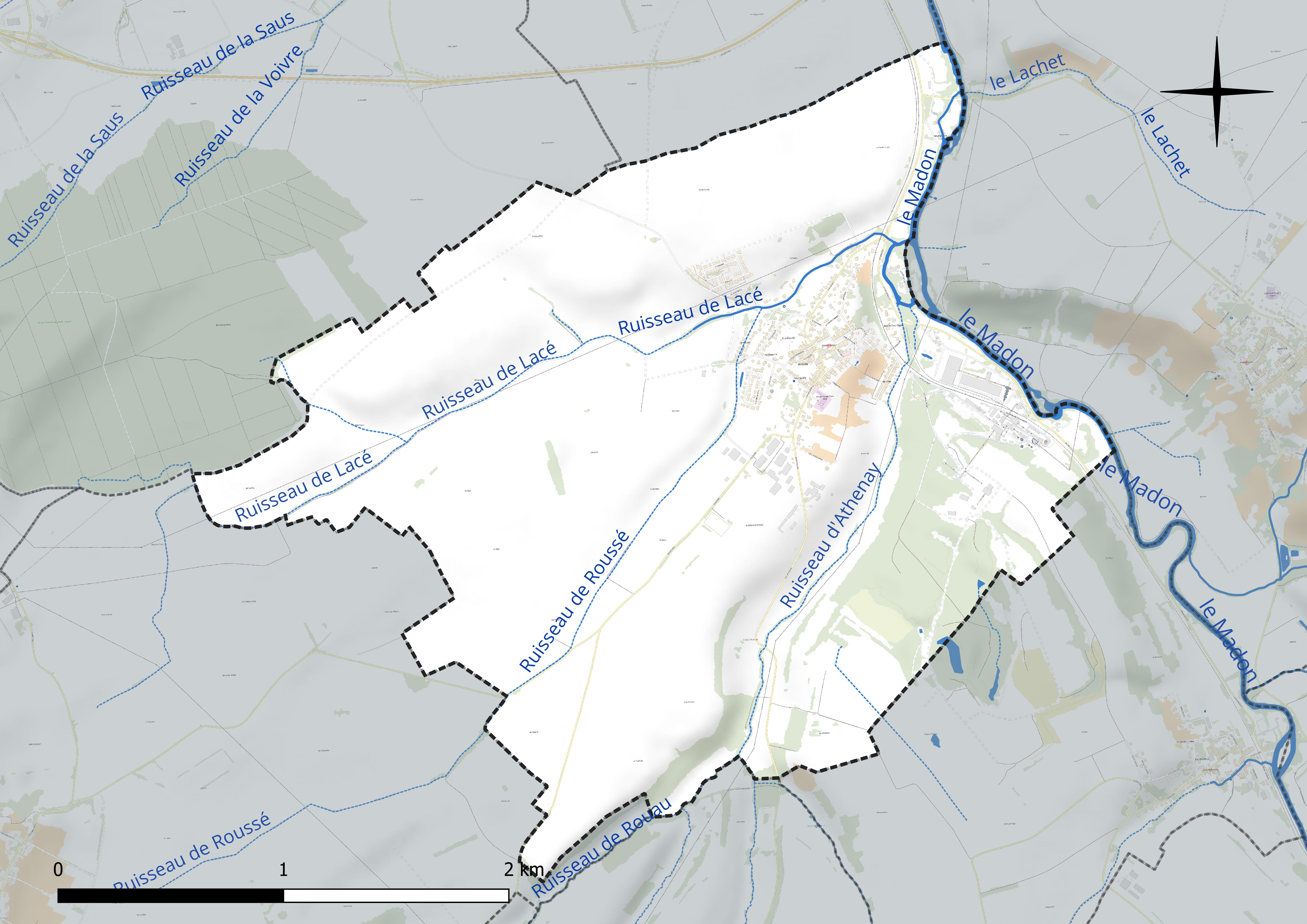
Réseau hydrographique de Xeuilley.

### Climat
Pour des articles plus généraux, voir Climat du Grand Est et Climat de Meurthe-et-Moselle.
En 2010, le climat de la commune est de type climat des marges montargnardes, selon une étude du Centre national de la recherche scientifique s'appuyant sur une série de données couvrant la période 1971-2000. En 2020, Météo-France publie une typologie des climats de la France métropolitaine dans laquelle la commune est exposée à un climat semi-continental et est dans la région climatique  Lorraine, plateau de Langres, Morvan, caractérisée par un hiver rude (1,5 °C), des vents modérés et des brouillards fréquents en automne et hiver. 
Pour la période 1971-2000, la température annuelle moyenne est de 9,8 °C, avec une amplitude thermique annuelle de 17 °C. Le cumul annuel moyen de précipitations est de 833 mm, avec 12,3 jours de précipitations en janvier et 9,4 jours en juillet. Pour la période 1991-2020, la température moyenne annuelle observée sur la station météorologique de Météo-France la plus proche, « Nancy-Ochey », sur la commune d'Ochey à 12 km à vol d'oiseau, est de 10,5 °C et le cumul annuel moyen de précipitations est de 810,4 mm. 
La température maximale relevée sur cette station est de 39,6 °C, atteinte le 25 juillet 2019 ; la température minimale est de −19,1 °C, atteinte le 12 janvier 1987,,. 
Les paramètres climatiques de la commune ont été estimés pour le milieu du siècle (2041-2070) selon différents scénarios d'émission de gaz à effet de serre à partir des nouvelles projections climatiques de référence DRIAS-2020. Ils sont consultables sur un site dédié publié par Météo-France en novembre 2022.

## Urbanisme

### Typologie
Au 1er janvier 2024, Xeuilley est catégorisée bourg rural, selon la nouvelle grille communale de densité à sept niveaux définie par l'Insee en 2022.
Elle est située hors unité urbaine. Par ailleurs la commune fait partie de l'aire d'attraction de Nancy, dont elle est une commune de la couronne,. Cette aire, qui regroupe 353 communes, est catégorisée dans les aires de 200 000 à moins de 700 000 habitants,.

### Occupation des sols
L'occupation des sols de la commune, telle qu'elle ressort de la base de données européenne d’occupation biophysique des sols Corine Land Cover (CLC), est marquée par l'importance des territoires agricoles (79,7 % en 2018), en diminution par rapport à 1990 (83,3 %). La répartition détaillée en 2018 est la suivante : terres arables (50,1 %), prairies (28,6 %), zones urbanisées (9,3 %), mines, décharges et chantiers (6,2 %), forêts (4,8 %), cultures permanentes (0,9 %). L'évolution de l’occupation des sols de la commune et de ses infrastructures peut être observée sur les différentes représentations cartographiques du territoire : la carte de Cassini (XVIIIe siècle), la carte d'état-major (1820-1866) et les cartes ou photos aériennes de l'IGN pour la période actuelle (1950 à aujourd'hui).

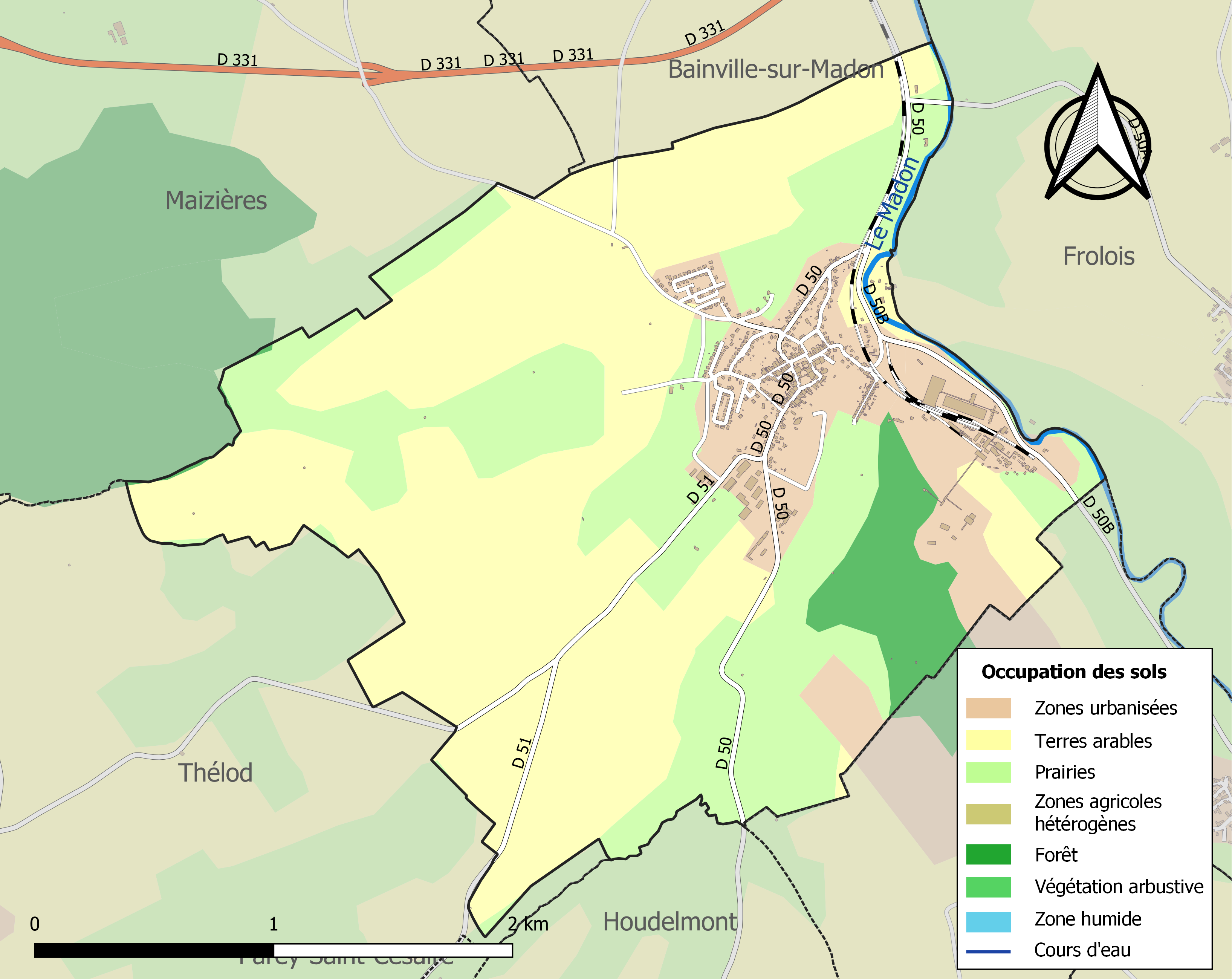
Carte des infrastructures et de l'occupation des sols de la commune en 2018 (CLC).

## Toponymie
Le nom de la localité est attesté sous les formes Capella de Xuylleio (1051) ; Suleium (1168-1193) ; Cheulei (1183) ; Chewuley (1197) ; Gerardus de Suileio (1220) ; Suyleyum (1293) ; Fullei (1331) ; Suilleyum (1402) ; Xulley (1408) ; Xeully (1600) ; Xuillet (1756).

Xeuilley (prononcez « Cheuilley »). La lettre X a mal remplacé le son lorrain hh inexistant en Français qui ressemble au j Espagnol ou au χ grec.

## Histoire
- Présence gallo-romaine.

## Politique et administration
En 2012, le déficit de la commune atteint 948 000 € soit 2,5 fois plus qu'en 2010.
| Période                                  | Période   | Identité          | Étiquette | Qualité     |
| ---------------------------------------- | --------- | ----------------- | --------- | ----------- |
| Les données manquantes sont à compléter. |           |                   |           |             |
| 1691                                     |           | Didier PEIGNIER   |           |             |
| 1979                                     | mars 2001 | Jacques Scalini   | SE        |             |
| mars 2001                                | mars 2008 | Claude Joly       | SE        |             |
| mars 2008                                | mai 2020  | François Peultier | SE        | Agriculteur |
| mai 2020                                 | En cours  | Jean-Luc Fontaine |           |             |

## Population et société

### Démographie
L'évolution du nombre d'habitants est connue à travers les recensements de la population effectués dans la commune depuis 1793. Pour les communes de moins de 10 000 habitants, une enquête de recensement portant sur toute la population est réalisée tous les cinq ans, les populations de référence des années intermédiaires étant quant à elles estimées par interpolation ou extrapolation. Pour la commune, le premier recensement exhaustif entrant dans le cadre du nouveau dispositif a été réalisé en 2007.

En 2022, la commune comptait 962 habitants, en évolution de +8,33 % par rapport à 2016 (Meurthe-et-Moselle : −0,13 %, France hors Mayotte : +2,11 %).
| 1793 | 1800 | 1806 | 1821 | 1831 | 1836 | 1841 | 1846 | 1851 |
| ---- | ---- | ---- | ---- | ---- | ---- | ---- | ---- | ---- |
| 250  | 209  | 315  | 303  | 338  | 317  | 314  | 312  | 301  |

| 1856 | 1861 | 1872 | 1876 | 1881 | 1886 | 1891 | 1896 | 1901 |
| ---- | ---- | ---- | ---- | ---- | ---- | ---- | ---- | ---- |
| 280  | 290  | 298  | 333  | 354  | 369  | 405  | 624  | 676  |

| 1906 | 1911 | 1921 | 1926 | 1931 | 1936 | 1946 | 1954 | 1962 |
| ---- | ---- | ---- | ---- | ---- | ---- | ---- | ---- | ---- |
| 738  | 841  | 691  | 726  | 774  | 709  | 642  | 703  | 728  |

| 1968 | 1975 | 1982 | 1990 | 1999 | 2006 | 2007 | 2012 | 2017 |
| ---- | ---- | ---- | ---- | ---- | ---- | ---- | ---- | ---- |
| 736  | 647  | 693  | 779  | 755  | 764  | 765  | 770  | 934  |

| 2022 | - | - | - | - | - | - | - | - |
| ---- | - | - | - | - | - | - | - | - |
| 962  | - | - | - | - | - | - | - | - |

### Enseignement
Le village possède un groupe scolaire composé d'une école maternelle et d'une école élémentaire : le groupe scolaire Louis-Vicat.
Après l'école élémentaire, les élèves de Xeuilley vont au collège Jacques-Callot à Neuves-Maisons.

### Médias
Depuis 2021 le village est connecté à internet via la fibre optique.
Un service WiMAX est toujours disponible mais ce service est devenu obsolète à la suite du déploiement de la fibre optique.

## Économie
- Carrière et cimenterie depuis 1880, groupe Vicat depuis 1968, 75 p.[23]
- Agriculture.

## Culture locale et patrimoine

### Lieux et monuments

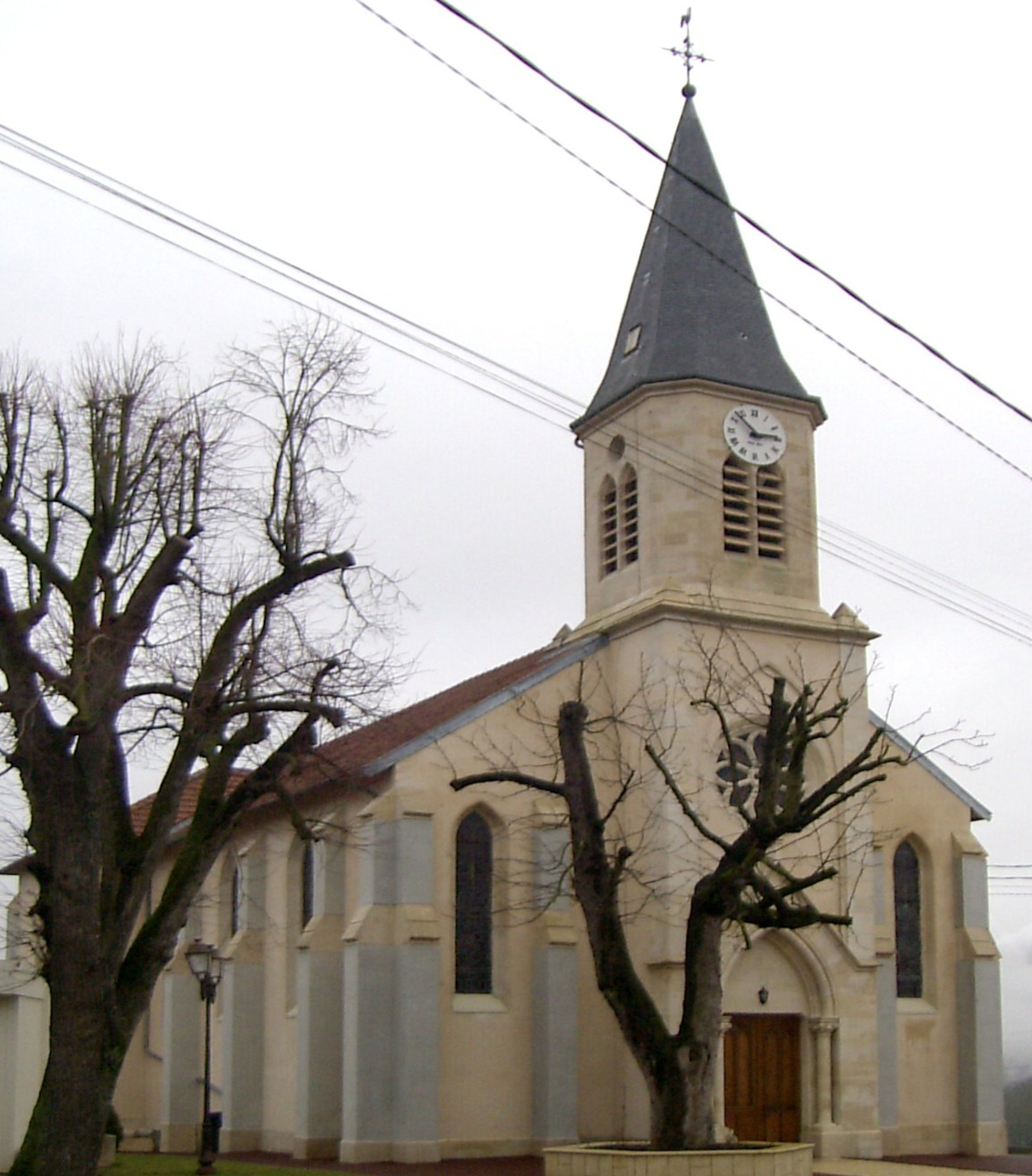
L'église de Xeuilley.

- Église paroissiale Saint-Rémy construite en 1900-1901 par l'architecte Antoine Rougieux, en remplacement d'un ancien édifice roman détruit parce que menaçant de tomber en ruine ; la première pierre fut posée en avril 1900 ; l'église fut bénite le 13 octobre 1901.

### Héraldique, logotype et devise
| Blason de Xeuilley | Blason  | D'or à la bande de gueules chargée de trois alérions d'argent, accompagnée en chef de deux masses passées en sautoir et d'une pelle en pal brochant, et en pointe d'un panier d'osier contenant une gerbe de blé, le tout aussi de gueules. |
| Blason de Xeuilley | Détails | Le blason lorrain est accompagné d’une part par les outils utilisés dans la cimenterie, et d’autre part par un panier et des épis de blé, activité artisanale et agricole du lieu. Le statut officiel du blason reste à déterminer.         |